# Trastorno psicótico breve
Se denominan trastornos psicóticos a aquellos trastornos mentales en los que se presentan síntomas psicóticos como principal característica. La psicosis es un trastorno mental importante, con correlatos biológicos, que produce un deterioro de la capacidad de pensar, de responder emocionalmente, de recordar, de comunicar y de interpretar la realidad.

## Definición
Si bien no existe un acuerdo universalmente válido sobre la definición del término psicótico, se toma como referencia la definición conceptual que ofrece el Manual diagnóstico y estadístico de los trastornos mentales (DSM V), que lo considera una pérdida de las fronteras del sí mismo o un grave deterioro de la evaluación de la realidad.

## Epidemiología
Actualmente no se dispone de datos fiables acerca de la prevalencia, incidencia, distribución por sexo o por edad del comienzo del trastorno. Es una impresión clínica que el trastorno es más común en jóvenes, en estratos socioeconómicos bajos y en pacientes con trastornos de personalidad preexistentes, también en personas que han cambiado bruscamente de ambiente sociocultural, como ocurre con los inmigrantes. En general, se considera una enfermedad poco frecuente.

## Etiología
Desde antaño se ha considerado que los factores psicosociales tienen un rol fundamental en el origen de la psicosis reactiva. En la actualidad, con la nomenclatura propuesta por el DSM-V, en que el diagnóstico no exige la presencia de un factor causal, el trastorno psicótico breve queda en una situación similar a la de la mayor parte de los otros trastornos psicóticos, en los cuales la causa es desconocida.
Diversos autores consideran que la psicopatología preexistente es un factor predisponente para el desarrollo de estos cuadros, y los pacientes con trastornos de personalidad son los que estarían especialmente expuestos, ya que podrían conjugarse en ellos vulnerabilidades biológicas y psicológicas para desarrollar síntomas psicóticos.

### Punto de vista psicoanalítico
La teoría psicoanalítica considera que los síntomas psicóticos pueden entenderse como una expresión de debilidad yoica, y surgen ante la emergencia de fantasías o impulsos inaceptables o como escape a situaciones psicológicamente intolerables. Por otra parte, como grupo, los pacientes con trastorno psicótico breve parecen no tener un aumento de incidencia de esquizofrenia en sus familiares pero, según algunos datos, se indica que tendrían una incidencia familiar mayor de trastornos del estado del ánimo.

## Diagnóstico
El DSM-5 describe un conjunto de diagnósticos para los trastornos psicóticos, basados fundamentalmente en la duración de los síntomas, es decir, para los síntomas psicóticos que duran menos de un día y un mes como máximo, y que no están relacionados con un trastorno depresivo o un trastorno del estado de ánimo, un trastorno relacionado con sustancias o un trastorno psicótico debido a enfermedad médica, posiblemente el diagnóstico de trastorno psicótico es adecuado. Para los síntomas psicóticos que duran más de un mes, los diagnósticos a considerar son la esquizofrenia y el trastorno esquizofreniforme.
El trastorno psicótico breve se clasifica, en el DSM-5, como un trastorno psicótico de corta duración. Los criterios diagnósticos especifican la presencia de al menos un síntoma claramente psicótico que dure de un día a un mes, con una vuelta completa al funcionamiento normal al finalizar el episodio. Además, el manual permite especificar características como: Con factor(es) de estrés notable(s), Sin factores de estrés notable(s), Con inicio en el postparto o Con catatonía.
En la Clasificación internacional de las enfermedades (CIE-10), el trastorno psicótico breve es homologable a la clasificación de los trastornos psicóticos agudos y transitorios, que se diagnostican estableciendo una secuencia que refleja el orden de prioridad asignada a las principales características claves del trastorno, entre los que se incluyen el inicio agudo (menos de dos semanas), la presencia de síndromes típicos y un estrés agudo asociado.
Para diagnosticar el trastorno psicótico breve, deben manifestarse los siguientes criterios:
- Uno o más síntomas psicóticos: ideas delirantes, alucinaciones, lenguaje desorganizado, comportamiento catatónico o desorganizado, síntomas negativos
- Los síntomas se manifiestan entre un periodo de un día y un mes, lapso después del cual la persona puede llegar a recuperar su estado de actividad premórbido.
- Los síntomas no se explican mejor por la presencia de otro trastorno con síntomas psicóticos o estados alterados de conciencia debido a sustancias.

## Cuadro clínico
Los síntomas del trastorno psicótico breve con frecuencia son dramáticos y recargados de detalles y, por lo general, se relacionan de modo temático con las circunstancias que precipitaron la alteración. Se debe considerar que los síntomas siempre conllevan, por lo menos, un síntoma psicótico "mayor" (delirios o alucinaciones), con alteración del juicio de realidad y diversos síntomas asociados, habitualmente de inicio abrupto. Algunos síntomas característicos corresponden a la labilidad emocional, la conducta o apariencia extravagantes, los gritos o el mutismo, el lenguaje desorganizado, actitudes catatónicas o paranoides y las alteraciones de la memoria reciente.
Algunos clínicos señalan que los síntomas afectivos, la confusión y las alteraciones de la atención son más frecuentes en este trastorno que en trastornos psicóticos crónicos. También se estima que el tipo de sintomatología parece tener una fuerte influencia sociocultural.
El elemento desencadenante puede ser un evento mayor, como la pérdida de un ser querido o un hecho traumático; por lo tanto, la severidad del evento debe evaluarse según la historia vital de cada paciente en particular. De igual manera, el factor desencadenante podría ser una secuencia de pequeños pero significativos eventos estresantes que terminan por quebrar la estabilidad psíquica del sujeto.
No obstante, algunos especialistas manifiestan que, aunque sea razonable medirlo en relación con la vida del paciente, puede que se amplíe demasiado la definición de factor desencadenante, lo que acabaría por incluir sucesos que nada tienen que ver con el episodio psicótico.
El nivel de malestar que produce este trastorno es tan invasivo que perjudica sobremanera el normal funcionamiento del individuo, paraliza su actuar y no le permite comportarse de manera acorde a la realidad, y llega a hacerse necesaria la hospitalización. Estos síntomas pueden encontrarse en otras dolencias, pero no son una característica definitoria (por ejemplo, la enfermedad de Alzheimer, el delirium inducido por sustancias y el trastorno depresivo mayor con síntomas psicóticos).

## Pronóstico
Por definición, el curso del trastorno psicótico breve es de corta duración, inferior a un mes. En cualquier caso, el desarrollo de este trastorno psiquiátrico puede significar una especial vulnerabilidad mental en el paciente. Según algunas investigaciones, un pequeño número de casos que inicialmente han sido diagnosticados con trastorno psicótico breve más tarde desarrollan síndromes que se vuelven crónicos y siguen un curso que permite diagnosticarlos nuevamente como esquizofrenias o trastornos de ánimo. No obstante, en general los pacientes con trastorno psicótico breve tienen mejor pronóstico. Varios estudios han indicado que entre el 50 y el 80 por ciento de estos casos no evolucionan hacia trastornos psiquiátricos más graves.
La duración de los síntomas agudos y residuales suele ser de pocos días. De forma ocasional, síntomas depresivos pueden seguir a la resolución de los síntomas psicóticos, y la posibilidad de suicidio es lo que debe tenerse en cuenta tanto en la fase psicótica como en la fase depresiva postpsicótica.
Se han señalado diferentes indicadores que se asocian a un buen pronóstico, tales como: buen ajuste social premórbido, escasos rasgos esquizoides de personalidad, graves eventos desencadenantes, inicio súbito de los síntomas, presencia de síntomas afectivos, confusión y perplejidad durante la psicosis, embotamiento afectivo leve, breve duración de los síntomas y finalmente, ausencia de antecedentes familiares de esquizofrenia. En pacientes con estas características es improbable que se repitan episodios de trastorno psicótico breve o que se desarrolle más tarde una esquizofrenia o un trastorno del estado de ánimo.